# Rick Karsdorp
Rick Karsdorp (Schoonhoven, Holanda del Sud, Països Baixos, 11 de febrer de 1995) és un futbolista neerlandès que juga en la demarcació de defensa per l'AS Roma de la Sèrie A d'Itàlia.

## Internacional
Va ser convocat per primera vegada per disputar dos partits de la classificació per l'Eurocopa 2016, encara que no va arribar a jugar cap minut. Finalment va debutar amb la selecció de futbol dels Països Baixos el 7 d'octubre de 2016 després de ser convocat pel seleccionador Danny Blind en un partit de classificació per a la Copa Mundial de Futbol de 2018 contra Belarús que va finalitzar amb un resultat de 4-1 a favor del combinat neerlandès després de dos gols de Quincy Promes, un altre de Davy Klaassen i un altre de Vincent Janssen per part dels Països Baixos, i d'Alyaksey Ryas per part de Belarús.